# Cycloptilum quatrainum
Cycloptilum quatrainum är en insektsart som beskrevs av Love och T.J. Walker 1979. Cycloptilum quatrainum ingår i släktet Cycloptilum och familjen Mogoplistidae. Inga underarter finns listade i Catalogue of Life.